# Ряшков (остров)
Ряшков (Ряжков) — крупный остров в Кандалакшском заливе Белого моря. Административно входит в Кандалакшский район Мурманской области.
Площадь острова — 3,89 км².

## География
Остров расположен в Кандалакшской губе в 12 километрах от Кандалакши и всего в 800 метрах от побережья. Размеры острова — 3,3 километра в длину и 1,5 километра в ширину. На острове расположены две возвышенности, южная — 73,5 метров и северная немногим ниже. Берега острова пологие и каменистые. Большая территория острова покрыта редким лесом. В центральной болотистой части расположено озеро площадью 0,5 га, от озера к северному заливу острова стекает небольшой ручей. От этой же болотистой местности берёт начало второй ручей, впадающий в южный залив острова.
Территория острова включена в Кандалакшский государственный природный заповедник. В южной части острова на берегу небольшого залива расположен самый старый кордон заповедника, построенный в начале 50-х годов. Несколько домов, баня, кухня, причал и ряд хозяйственных пристроек используются работниками кордона и частыми экспедициями. Здесь же размещена центральная научная база Кандалакшского природного заповедника.
На острове Ряшков обитает множество различных птиц и зверей. Из птиц наиболее распространённые — серая ворона, обыкновенная гага, обыкновенный гоголь, кулик-сорока, кулик-перевозчик, белая трясогузка, серебристая чайка, сизая чайка. В общей сложности, по результатам орнитологической экспедиции 2004 года, на острове обитает 59 видов птиц из 10 отрядов.
Название острова является русифицированной формой саамского рьашк — стрелять.

## Близлежащие малые острова
- Остров Вороний — небольшой, 1,5 километра в длину, остров в 1,5 километрах к северо-востоку от острова Ряшкова.
- Остров Лодейный — расположен в 1,5 километрах к северу от острова Ряшкова. Размер — 1,8 километра в длину и до 900 метров в ширину. На острове находятся два небольших озера, на берегу одного из которых расположена деревянная баня.
- Остров Куричек — крошечный остров в 800 метрах к югу от острова Ряшкова. Длиной менее 500 метров.
- Остров Большой Гальмук — небольшой, длиной около 800 метров, остров в 3,3 километрах к юго-востоку от острова Ряшкова.
- Остров Медвежий — остров в 900 метрах к югу от острова Большой Гальмук. 1,6 километра в длину и около 600 метров в ширину.